# Placar
Placar je naselje v Občini Destrnik.